# Epamera katanganus
Epamera katanganus är en fjärilsart som beskrevs av Jean Romieux 1934. Epamera katanganus ingår i släktet Epamera och familjen juvelvingar. Inga underarter finns listade i Catalogue of Life.